# Hieracium maladetae
Hieracium maladetae es una especie de planta con flor del género Hieracium, de la familia Asteraceae, orden Asterales.

## Distribución
Hieracium maladetae se distribuye por Francia y España.

## Taxonomía
Fue descrita científicamente por Arv.-Touv. y G. Gaut.